# サン・イシードロへの巡礼
『サン・イシードロへの巡礼』（サン・イシードロへのじゅんれい、西: La Romería de san Isidro, 英: The Pilgrimage to San Isidro）は、スペインのロマン主義の巨匠フランシスコ・デ・ゴヤが1820年から1823年に制作した絵画である。油彩を使用した壁画。マドリードの伝統的な祝祭であるサン・イシードロ祭を主題とする作品と考えられている。《黒い絵》として知られる14点の壁画の1つ。これらの作品は70代半ばのゴヤが深刻な精神的・肉体的苦痛に苦しみながら自身の邸宅キンタ・デル・ソルドの壁面に描いたものである。現在はマドリードのプラド美術館に所蔵されている。

## 主題
サン・イシードロ祭は農民と労働者の守護聖人労働者聖イシードロの祝祭であり、毎年5月12日から15日までマドリードの各地で祝われる。聖イシードロは10世紀後半から11世紀前半に生きた敬虔な人物で、日雇いの労働者であり、農夫だった。伝説によるとイシードロが祈りを捧げている間、天使がイシードロのために耕作した。別の日には、イシードロが耕作する両側で2人の天使が耕作したため、その仕事量は同僚3人分の働きに等しかった。またイシードロは主人の娘を生き返らせ、大地から泉を湧き出させたとも言われる。イシードロは聖女として知られるマリア・トリビアと結婚し、1人の息子が生まれた。死後、彼はカスティーリャ王アルフォンソ8世の前に現れ、1212年のナバス・デ・トロサの戦いを勝利に導いた。またスペイン国王フェリペ3世は聖イシードロの聖遺物に触れたことにより重病から回復した。1622年3月にローマ教皇グレゴリウス15世により、イエズス会創設メンバーの1人であったイグナチオ・デ・ロヨラとフランシスコ・ザビエル、キリスト教神秘家のアビラの聖テレサ、フィリッポ・ネリとともに列聖された。それ以来、聖イシドーロスは農民と労働者の守護聖人として広く崇拝され、マドリードをはじめ、レオン、サラゴサ、セビーリャが聖イシードロを守護聖人としている。

## 作品

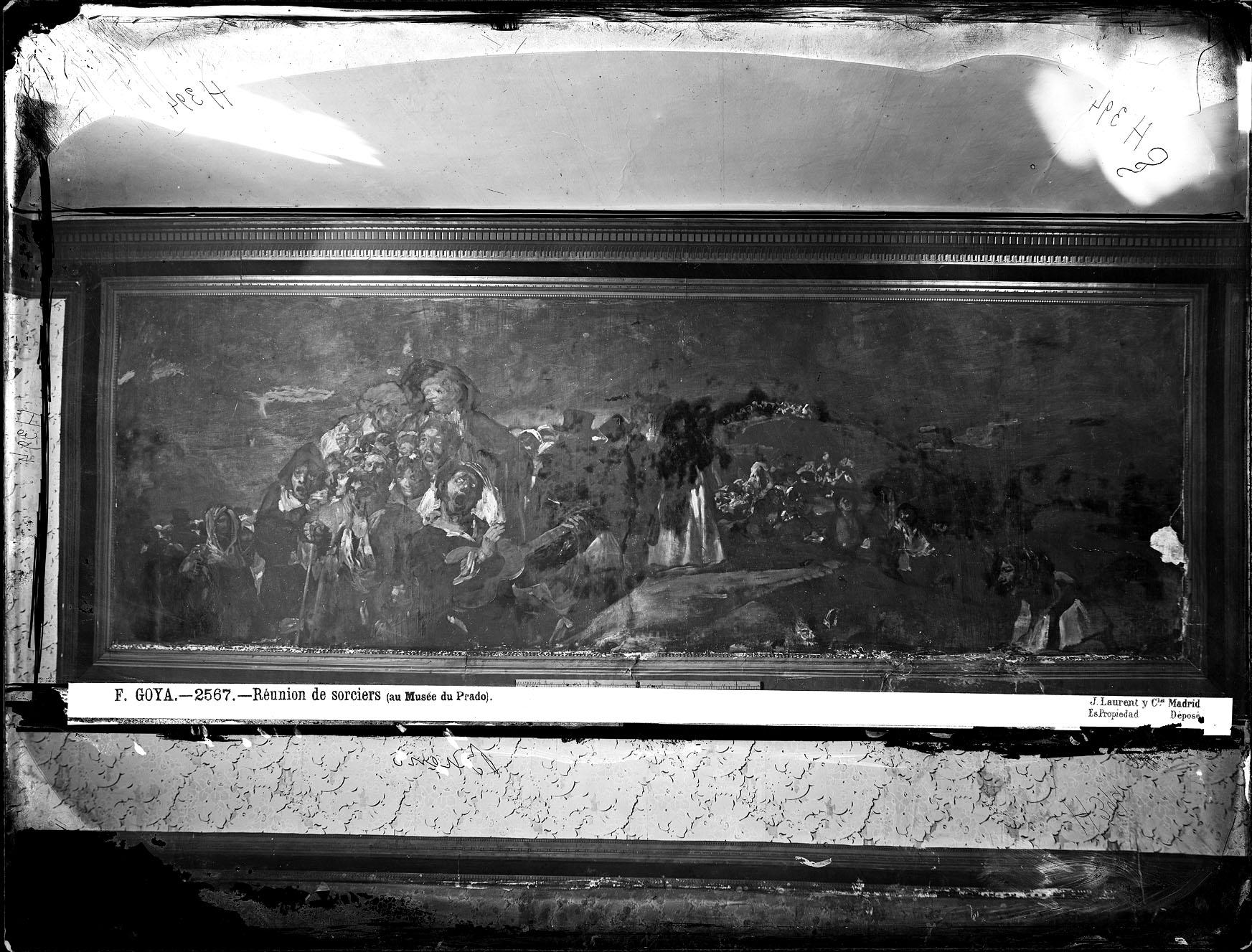
写真家ジャン・ローランが撮影した『サン・イシードロへの巡礼』。1874年。

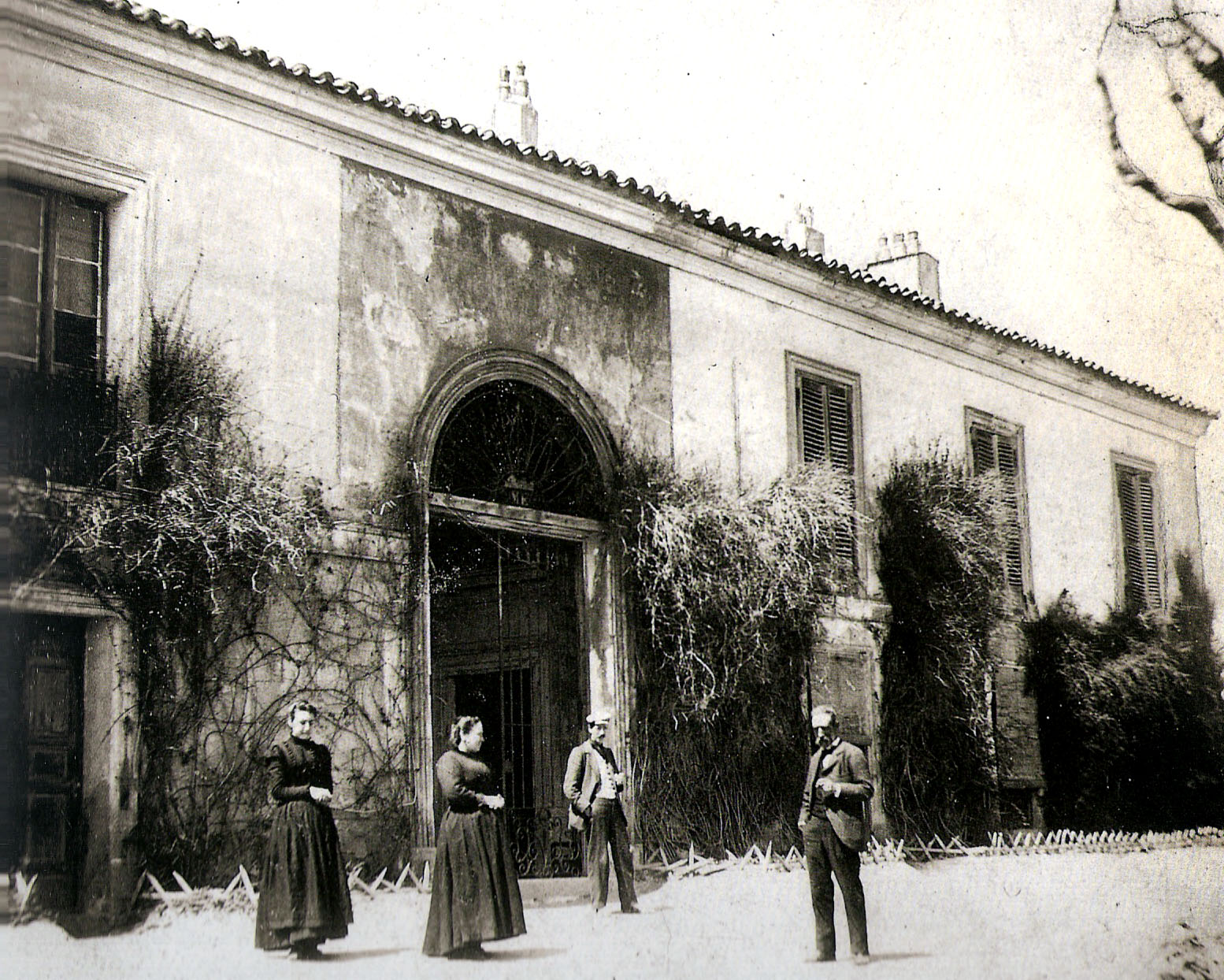
キンタ・デル・ソルド。1900年頃撮影。

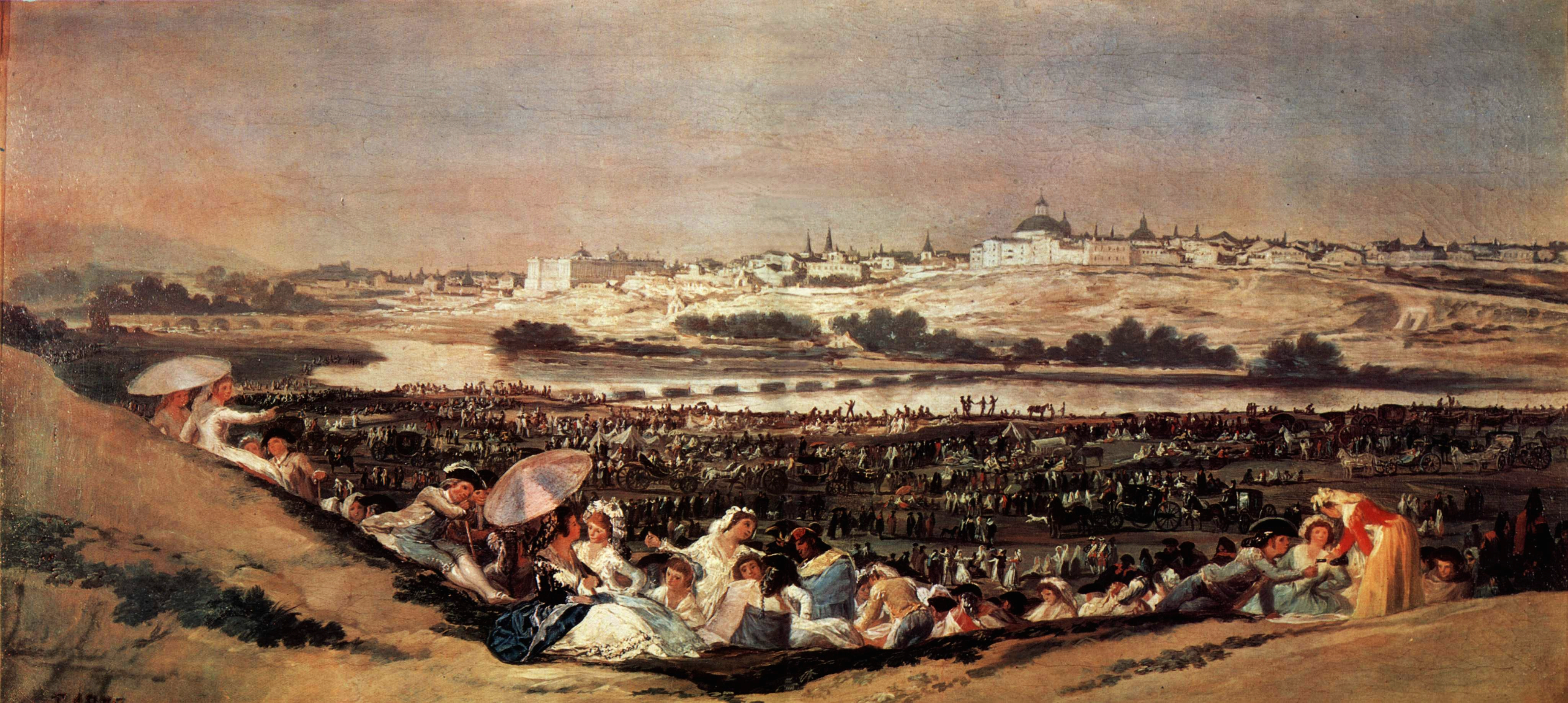
『サン・イシードロの牧場』。1788年。プラド美術館所蔵。

画家アントニオ・デ・ブルガダはゴヤの息子ハビエル（Francisco Javier Goya y Bayeu）が所有していた作品目録の中で本作品を『サン・イシードロへの巡礼』と呼んだ。『サン・イシードロへの巡礼』はキンタ・デル・ソルド1階右側の長い壁に『魔女の夜宴』（El aquelarre）と向かい合うように描かれた。
ゴヤはおそらく聖イシードロの祝日をマドリードで祝う巡礼者たちの行列を描いている。行列を先導するのは画面左前景に配置された不気味な表情の顔や身振りが集まって塊と化したかのような人々の一団である。彼らの先頭にはギターを弾く歌手と杖を持った人物が歩いている。彼らは一様に進行方向の先にある何かを見つめ、叫び声を発している。その背後には多くの人々で形成された行列が画面右の背景へと続いている。彼らは祝祭に参加しているようにはまったく見えない。それどころか絶望と恐怖のためにマドリードではないどこか遠くの田舎に追いやられたように見える。人々が歩いている場所は暗闇と影に支配されている。その中で明るい光が先頭の一団を照らし、遠くに消えながら遠近感を生み出している。暗闇が画面全体に広がっているにもかかわらず遠くの風景には建築物や壁を発見することができる。
ゴヤはすでに同じ主題を30年以上前に『サン・イシードロの牧場』（La pradera de San Isidro）と題されたタペストリーのカルトンの習作として描いている。この習作では明るい色彩に満ちたマドリードの伝統的な祝祭と都市の正確な風景が描かれている。本作品はそれとは全く対照的であり、鑑賞者は不吉な巡礼者で満ち満ちた暗い場面に直面させられる。行列が描かれた舞台も『サン・イシードロの牧場』に描かれた風景とはほとんど共通点が認められない。
ゴヤは熱量のある激しい筆使いで背景よりも前景のグループに多くの絵具を塗り、行列をなしている遠くの人物たちを単純な斑点で描いた。パレットは非常に暗い色彩に限定され、土、灰色、黒の色調を基調とし、たまに赤を使用している。
美術史家ロバート・ヒューズによると、ゴヤは明らかに直接的な絵画が生み出す感情的な力に喜びを感じており、前景の巡礼者たちの顔の塊をその最も力強く、奇妙な美しさを備えた例としている。それらはいずれも鋭い筆致で描かれており、ぽっかり開いた口の黒と濃い肌色の厚塗りが交互に描かれることで、画面全体に不規則なリズムが生まれ、巡礼者たちの叫びから生じる混沌としたエネルギーの感覚が増すという。
スウェーデンの美術史家フォルケ・ノルドストローム（Folke Nordström）は『サン・イシードロへの巡礼』と1階の他の《黒い絵》を、ローマ神話の神サトゥルヌスおよびその祝祭であるサトゥルナリア祭と結びつけた。サトゥルナリア祭は聖イシドーロスのように農民の守護神であるサトゥルヌス神を称える古代ローマの祭りである。

## 来歴
ゴヤは1823年にフランスに亡命した際に、キンタ・デル・ソルドを孫のマリアーノ・ゴヤ（Mariano Goya）に譲渡した。マリアーノは1833年にこれを父ハビエルに売却したが、1854年にはマリアーノに返還され、1859年にセグンド・コルメナレス（Segundo Colmenares）、1863年にルイ・ロドルフ・クーモン（Louis Rodolphe Coumont）によって購入された。1873年にドイツ系フランス人の銀行家フレデリック・エミール・デルランジェ男爵はキンタ・デル・ソルドを購入すると、劣化した壁画の保存を依頼し、プラド美術館の主任修復家サルバドール・マルティネス・クベルスの指揮の下でキャンバスに移し替えられた。しかしその過程で壁画は損傷し、大量の絵具が失われた。デルランジェは1878年のパリ万国博覧会で《黒い絵》を展示した後、最終的にそれらをスペイン政府に寄贈した。壁画はプラド美術館に移され、1889年以降展示されている。1900年にはフランスの写真家ジャン・ローランが1873年頃に撮影した写真がプラド美術館のカタログに初めて掲載された。壁画が切り離されたキンタ・デル・ソルドは1909年頃に取り壊された。

## ギャラリー
キンタ・デル・ソルド1階の他の壁画

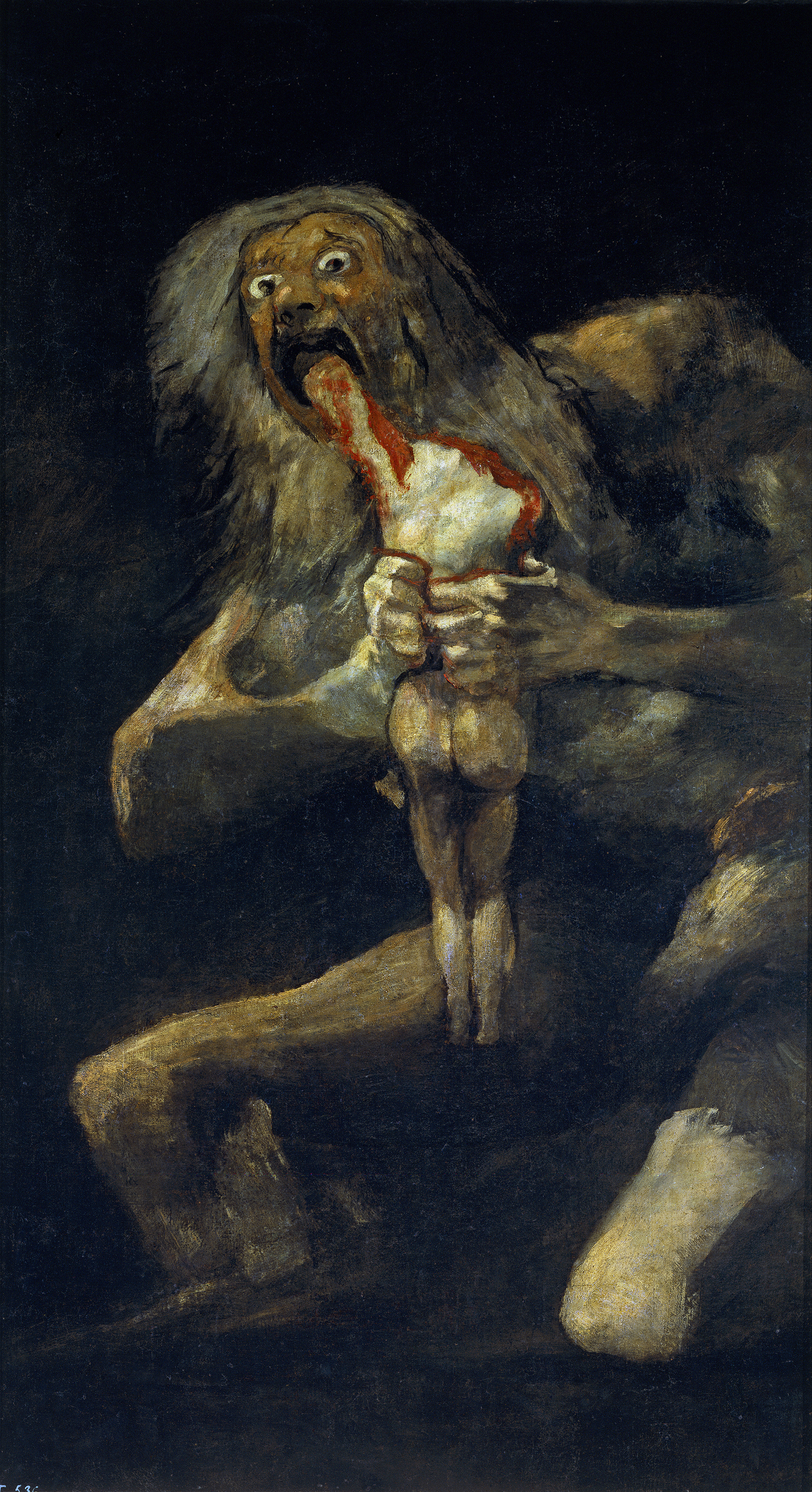
『我が子を食らうサトゥルヌス』
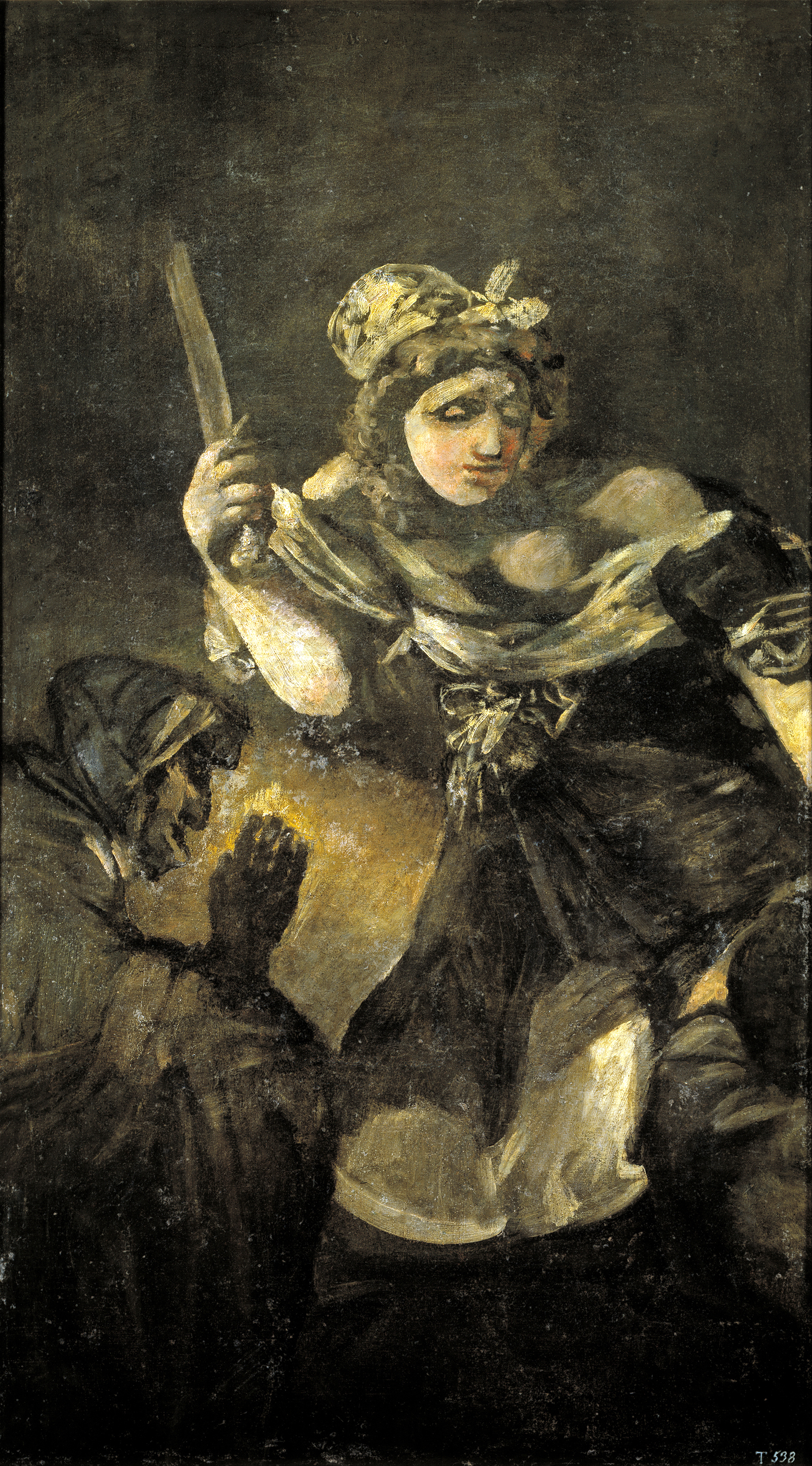
『ユディトとホロフェルネス』
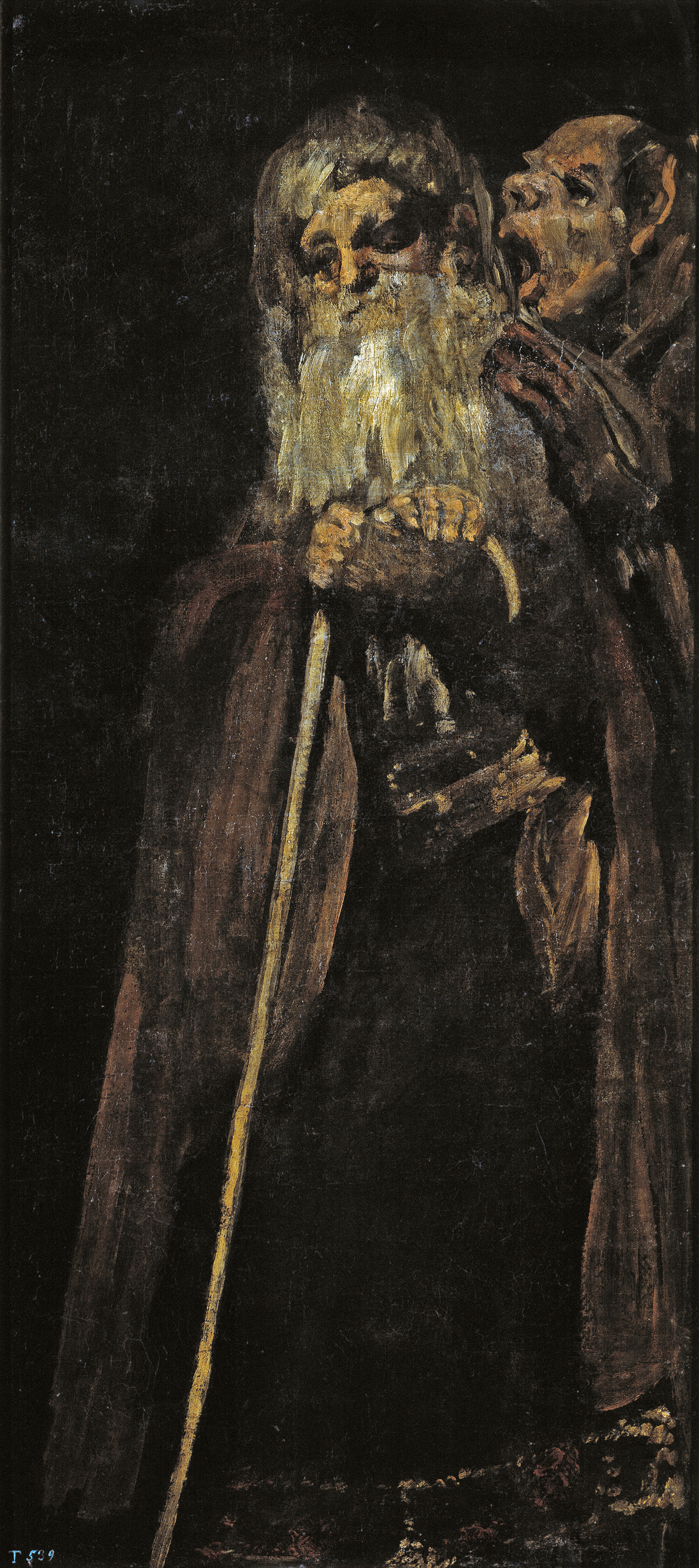
『二人の老人』
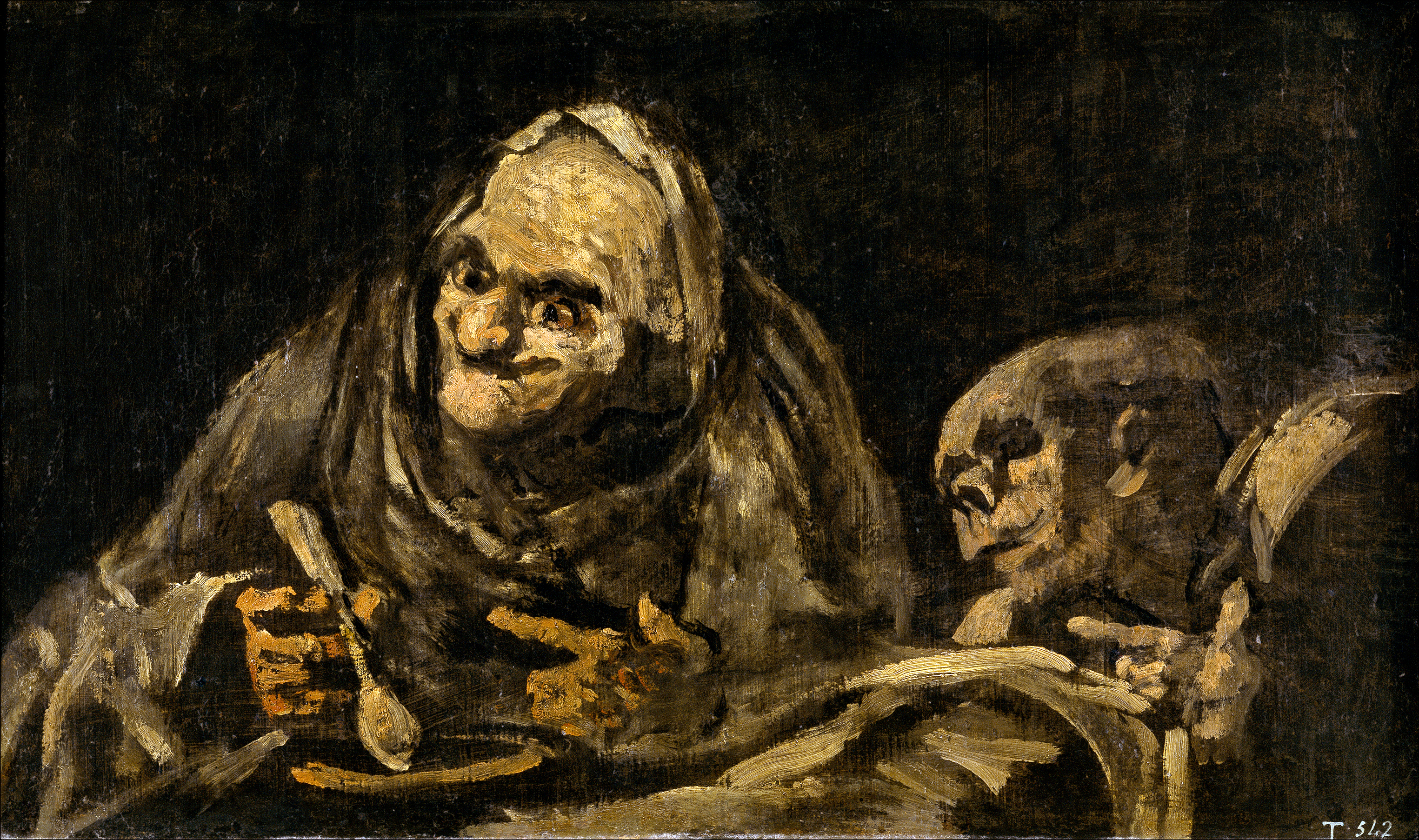
『食事をする二老人』
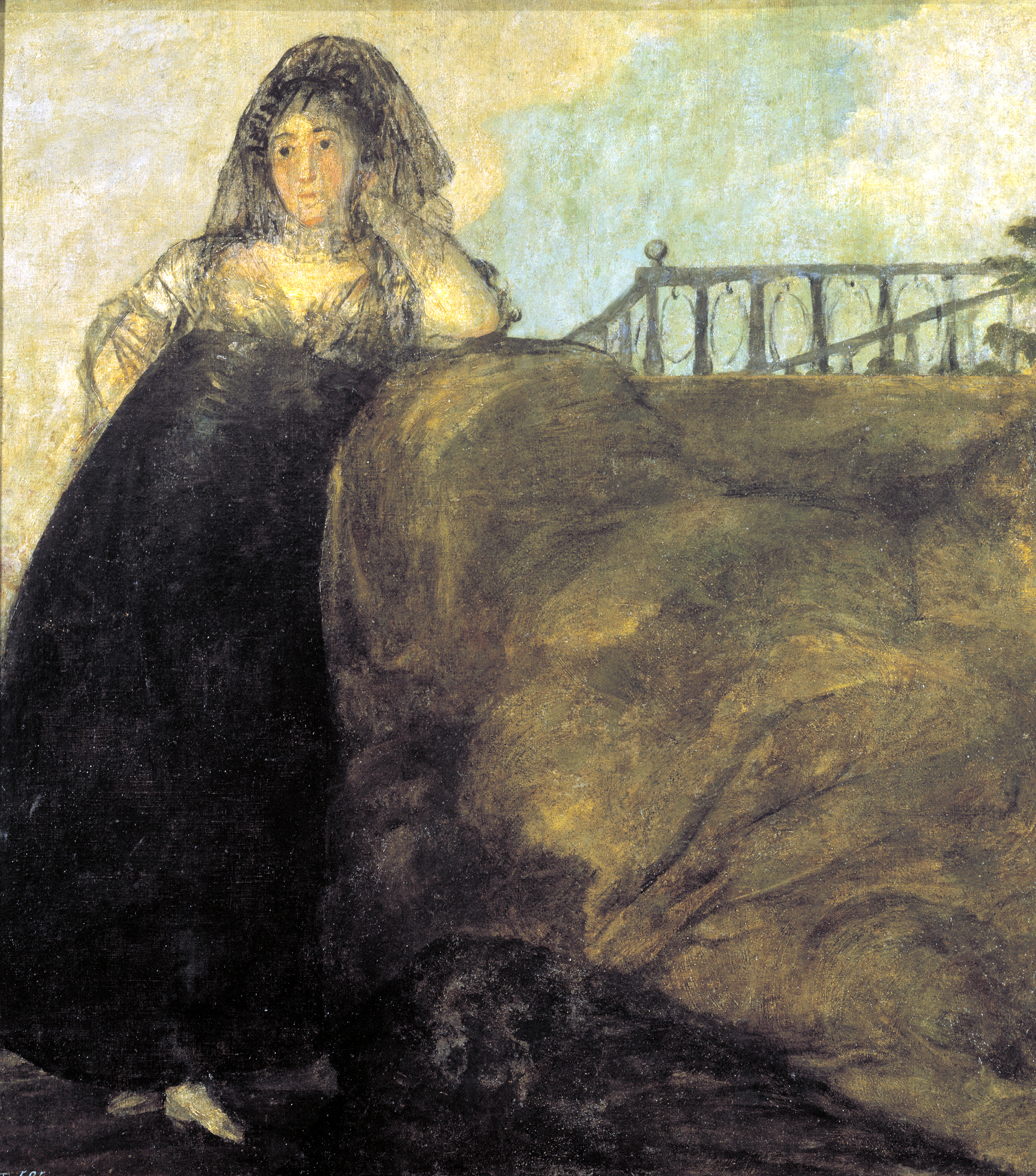
『レオカディア』
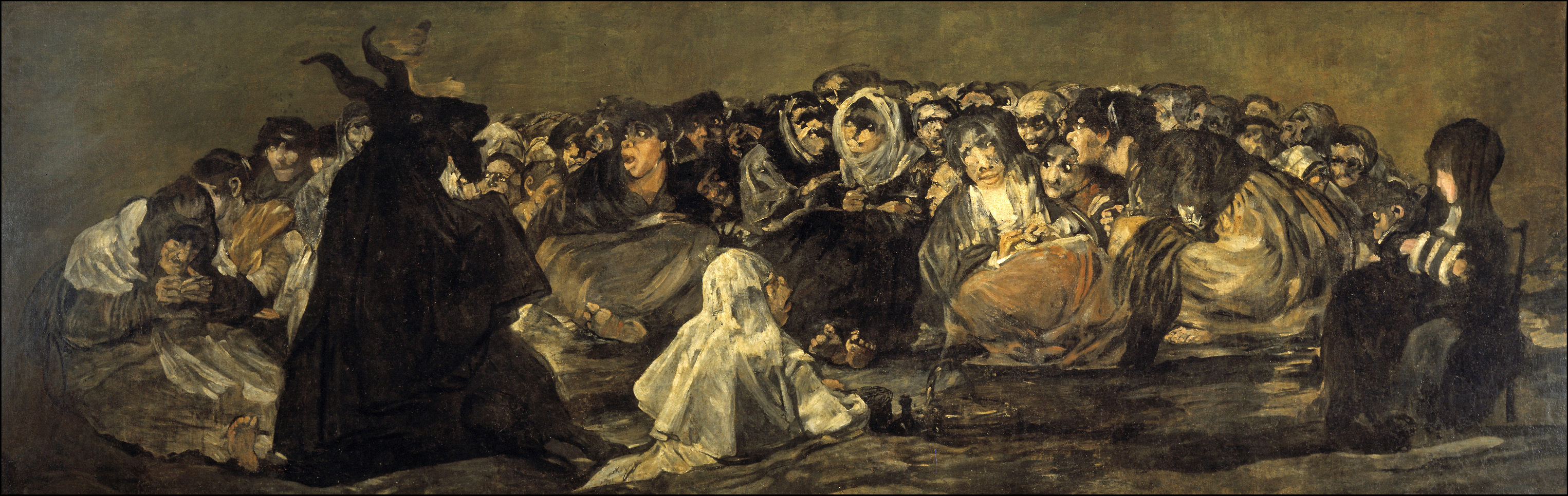
『魔女の夜宴』